# 卡洛斯·馬里奧·阿爾瓦雷斯·莫拉萊斯
卡洛斯·馬里奧·阿爾瓦雷斯·莫拉萊斯（西班牙語：Carlos Mario Álvarez Morales，1967年12月9日—2022年1月17日）是哥倫比亞政治家。哥倫比亞自由黨成員，2016年至2018年擔任亞美尼亞城市長。馬里奧·阿爾瓦雷斯於2022年1月17日在哥倫比亞亞美尼亞城去世，享年54歲。